# Réseau Polytech
Die Réseau Polytech ist ein französisches Netzwerk von 15 öffentlichen Graduiertenschulen für Ingenieurwissenschaften (Grandes Écoles) innerhalb der führenden technischen Universitäten Frankreichs.
Der Zusammenschluss umfasst 15 Schulen und vier 4 Partnerschulen mit über 100 Ingenieurstudiengänge, an denen 17.500 Studenten eingeschrieben sind. 3800 Absolventen machen dort jährlich ihren Abschluss. Das Réseau Polytech verzeichnet ferner 1350 Doktoranden.
Alle Schulen des Gruppenangebots sind von der Commission des Titres d'Ingénieur (CTI) akkreditiert, um das französische Diplôme d'Ingénieur in verschiedenen Fachrichtungen zu verleihen. In Frankreich ist das Ingenieurstudium gemäß den Rahmenbedingungen des Europäischer Hochschulraum organisiert. Der französische Ingenieursabschluss ist ein Master-Abschluss, der nach Validierung von 300 ECTS-Punkten erworben wird.